# Slavošovce
Slavošovce (Hongaars: Nagyszabos) is een Slowaakse gemeente in de regio Košice, en maakt deel uit van het district Rožňava.
Slavošovce telt 1.869 inwoners.